# 狄奥尼修斯陨石坑
狄奥尼修斯陨石坑(Dionysius)是月球正面位于静海西侧边缘上一座年轻的小撞击坑，约形成于哥白尼纪，其名称取自雅典哲学家和基督教主保圣人亚略巴古的狄奥尼修斯(公元一世纪)，1935年被国际天文学联合会批准接受。

## 描述

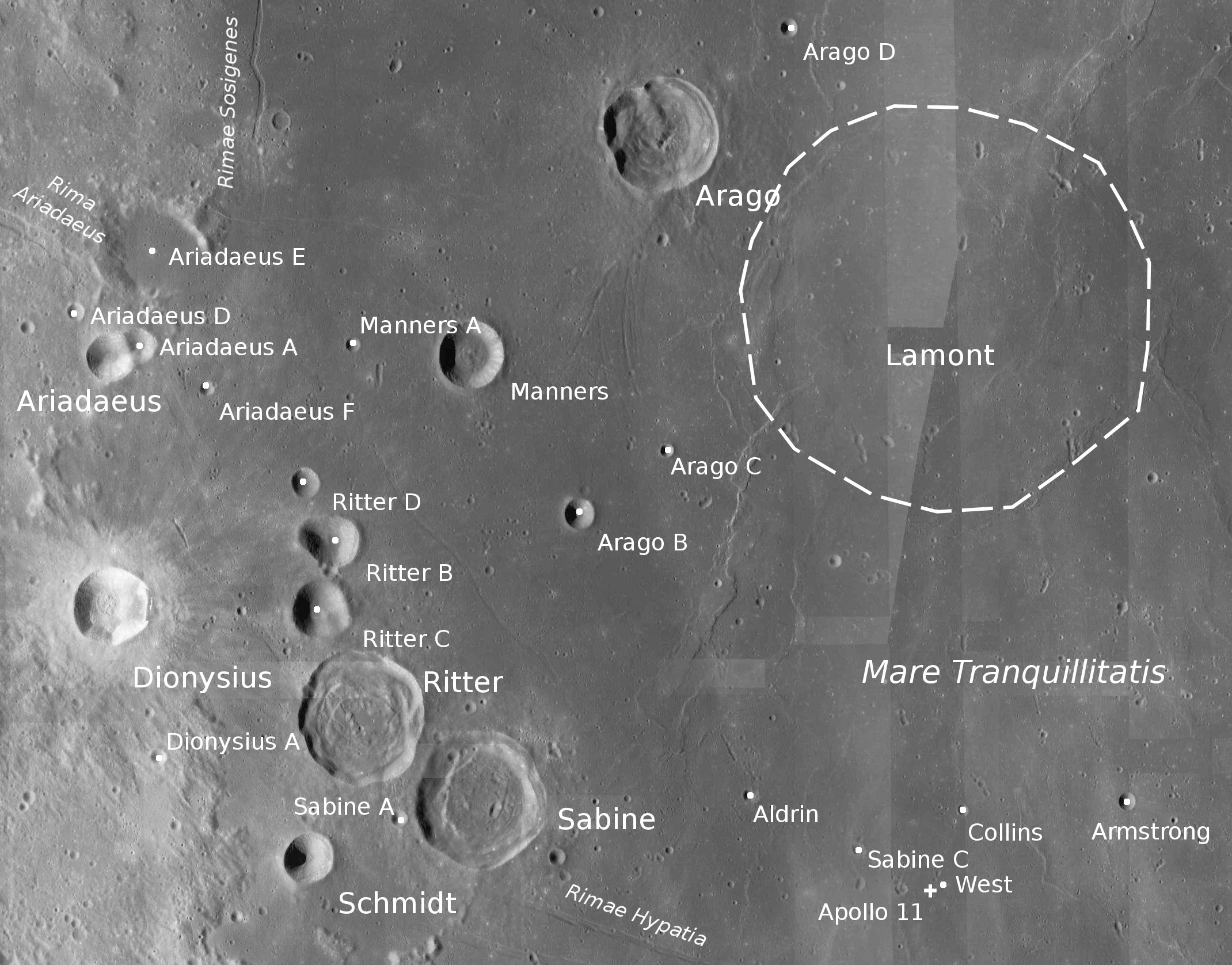
狄奥尼修斯陨石坑周边图，月球勘测轨道器拍摄。

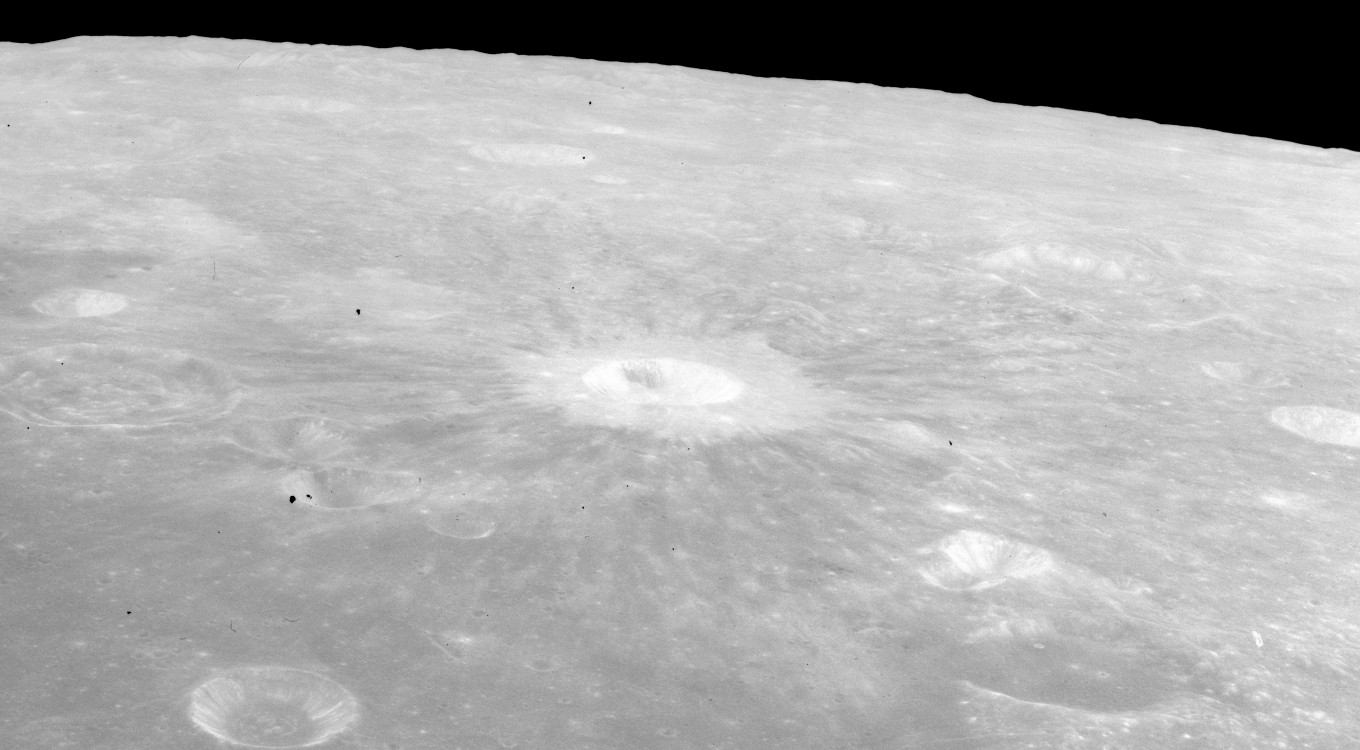
阿波罗15号拍摄的斜视图，显示了明亮的射纹线 。

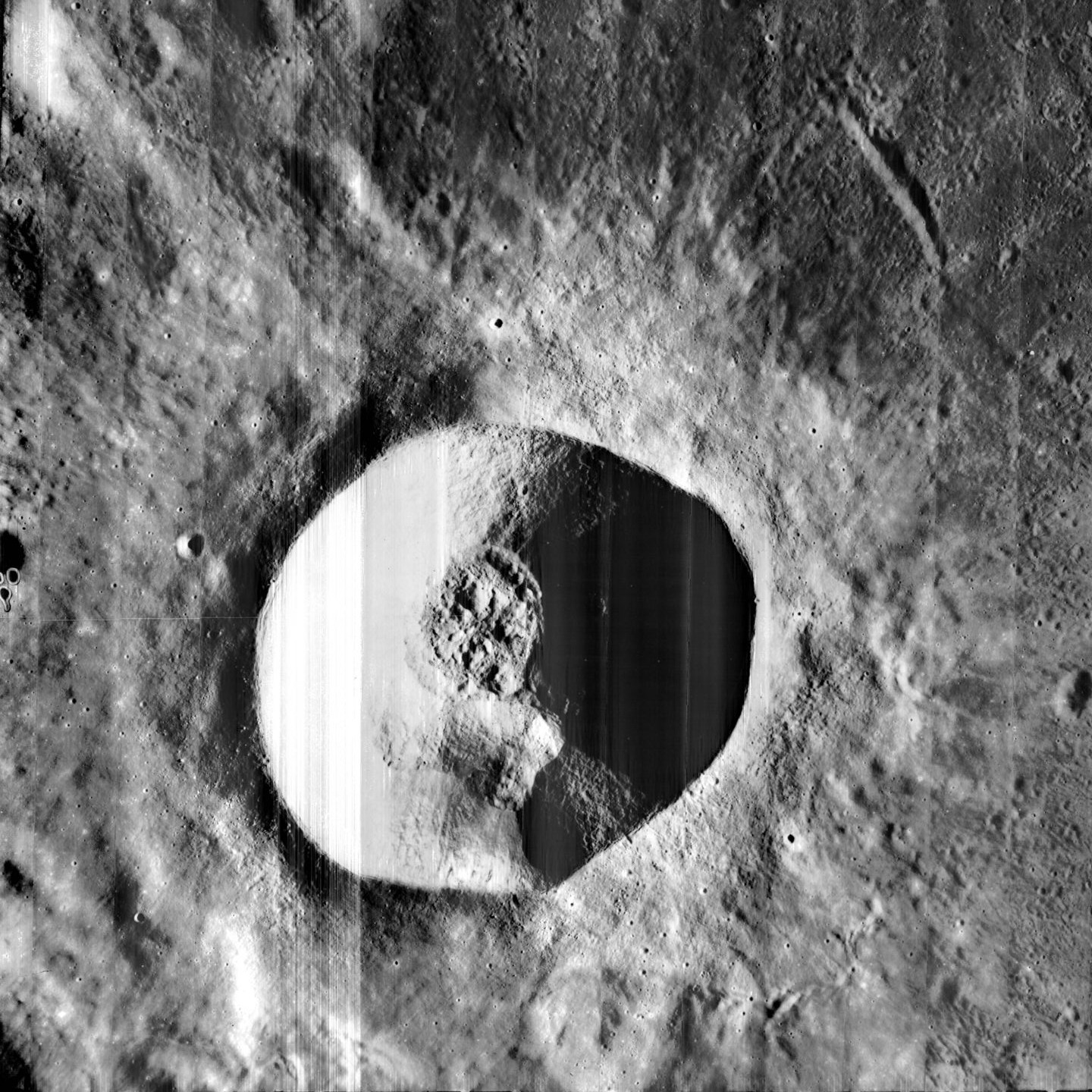
月球轨道器5号拍摄的坑底内部细节

该陨坑西北偏北毗邻德摩根陨石坑和凯莱陨石坑、北面坐落着阿里亚代乌斯陨石坑、曼纳斯陨石坑位于它的东北，东南是三座小陨坑李特尔、萨宾和施密特，西南偏西横亘着德亚瑞司特陨石坑，狄奥尼修斯陨石坑的东北是李特尔月溪。狄奥尼修斯陨石坑的中心月面坐标为2°46′N 17°17′E / 2.77°N 17.29°E，直径17.3公里。
深度1.2公里。
该陨坑外观呈多边形状，东侧略为外延，几乎没有磨损的痕迹。坑口边缘尖峭，内侧壁坡度约46°，坡面平整光滑；坑壁平均高出周边地形750米，坑底面积较小，表面较为平坦。
狄奥尼修斯陨石坑的反照率远高于周边地形，四周环绕着一圈明亮的溅射物层，更远处，是被抛射出的深色岩石。该陨坑位于一明亮的射纹系统中心，并已被月球和行星天文观测协会(ALPO)列入《拥有明亮射纹系统的陨石坑列表》。该射纹系统辐射半径长达130公里，并具有一种有趣的特征，即存在罕见的暗色射纹线，但这一特征只在1965年曾被观察到过。

## 卫星陨石坑
按惯例，最靠近狄奥尼修斯陨石坑的卫星坑在月图上以字母标注在该坑中心点的旁边。

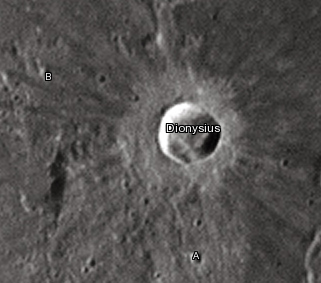
戴维·坎贝尔图片

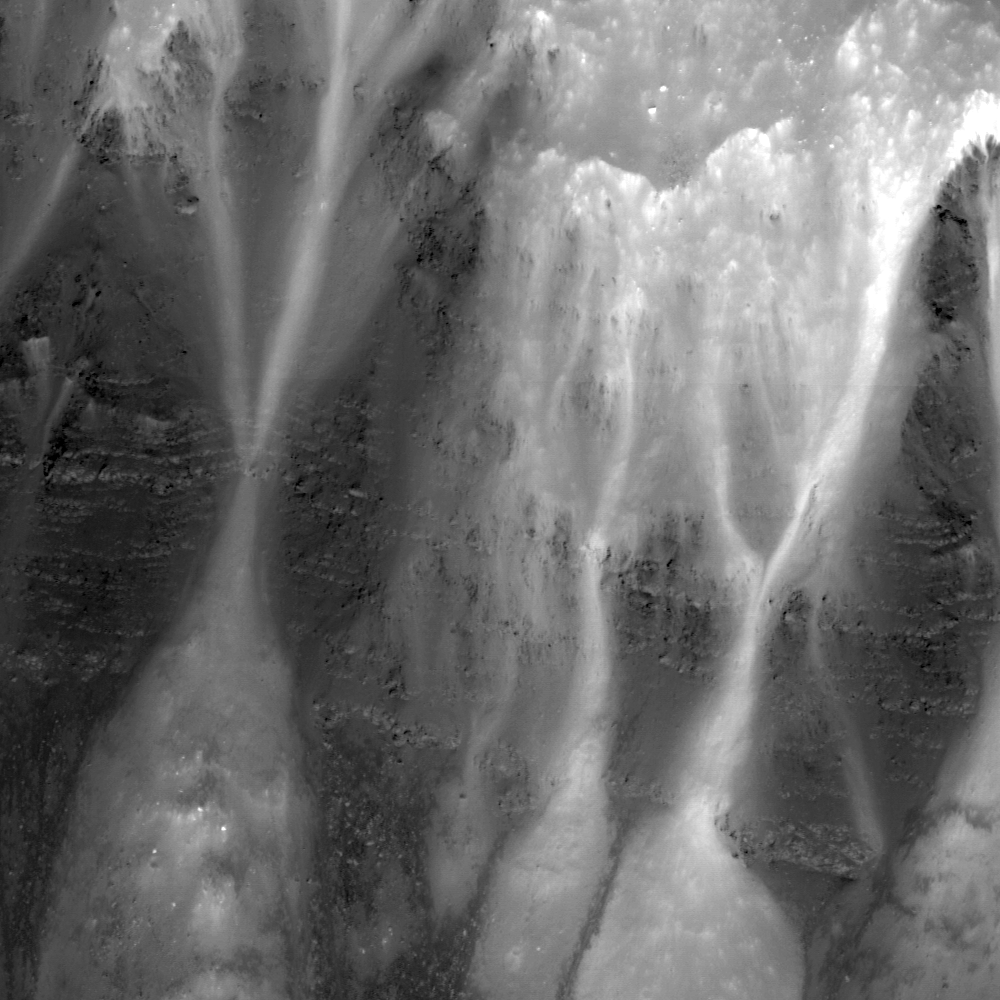
狄奥尼修斯陨坑东侧内壁坡上塌落的岩屑堆，清晰地显示了静海的岩层结构。月球勘测轨道器拍摄。

| 狄奥尼修斯 | 纬度   | 经度    | 直径   |
| ---------- | ------ | ------- | ------ |
| A          | 1.7° N | 17.6° E | 3 公里 |
| B          | 3.0° N | 15.8° E | 4 公里 |